# Прирітка жовточерева
Прирітка жовточерева (Platysteira concreta) — вид горобцеподібних птахів прирітникових (Platysteiridae).

## Поширення
Вид поширений в Західній і Центральній Африці. Його природними середовищами існування є субтропічні або тропічні вологі низинні ліси та субтропічні або тропічні вологі гірські ліси.